# Diana Sartor
Diana Sartor (Dippoldiswalde, 23 de noviembre de 1970) es una deportista alemana que compitió en skeleton. Está casada con el piloto de luge Steffen Skel.
Ganó una medalla de oro en el Campeonato Mundial de Skeleton de 2004 y tres medallas en el Campeonato Mundial de Skeleton entre los años 2003 y 2005.

## Palmarés internacional
| Campeonato Mundial | Campeonato Mundial   | Campeonato Mundial | Campeonato Mundial |
| Año                | Lugar                | Medalla            | Prueba             |
| ------------------ | -------------------- | ------------------ | ------------------ |
| 2004               | Königssee (Alemania) | Medalla de oro     | Individual         |
| Campeonato Europeo |                      |                    |                    |
| Año                | Lugar                | Medalla            | Prueba             |
| 2003               | Sankt Moritz (Suiza) | Medalla de plata   | Individual         |
| 2004               | Altenberg (Alemania) | Medalla de oro     | Individual         |
| 2005               | Altenberg (Alemania) | Medalla de bronce  | Individual         |